# Železniško postajališče Spodnja Slivnica
Železniško postajališče Spodnja Slivnica je železniško postajališče, ki oskrbuje naselje Spodnja Slivnica.
Ima 1 tir.
Leži v občini Grosuplje na naslovu Spodnja Slivnica 1.
| Predhodna postaja/postajališče | Slovenske železnice | Slovenske železnice                   | Slovenske železnice | Naslednja postaja/postajališče |
| ------------------------------ | ------------------- | ------------------------------------- | ------------------- | ------------------------------ |
| Grosuplje                      |                     | Slovenske železnice Grosuplje–Kočevje |                     | Čušperk                        |